# Vilhelm Carlberg
Gustaf Vilhelm Carlberg (* 5. April 1880 in Karlskrona; † 1. Oktober 1970 in Danderyd bei Stockholm) war ein schwedischer Sportschütze und Olympiasieger.
Carlberg gewann bei den Olympischen Zwischenspielen 1906 mit der Schnellfeuerpistole über 25 m hinter Konstantinos Skarlatos und Johan Hübner von Holst die Bronzemedaille. Sechs Jahre später gewann er bei der Olympiade 1912 in Stockholm mit der Mannschaft in den Wettbewerben Pistole 50 m und Kleinkaliber 50 m jeweils Silbermedaille. Zur Mannschaft gehörte unter anderem Carlbergs Zwillingsbruder Eric Carlberg. Zudem gewann er 1912 mit der Mannschaft in den Wettbewerben Militärrevolver und Kleinkaliber 25m - Bewegliches Ziel Goldmedaillen. Im Einzel gewann er zudem noch die Goldmedaille im Wettbewerb Kleinkaliber 25 m - Verschwindendes Ziel. In dem Wettbewerb hatte er zuvor schon bei der Olympiade 1908 die Silbermedaille geholt. Bei der Olympiade 1924 konnte er zudem nochmal im Wettbewerb Schnellfeuerpistole eine Silbermedaille holen. Bei der Weltmeisterschaft 1913 wurde er Sieger mit der Freien Pistole.
Carlberg wurde wie sein Zwillingsbruder 1901 Offizier, beide schieden aus dem aktiven Dienst als Major aus.